# Iwan Michailowitsch Moskwin

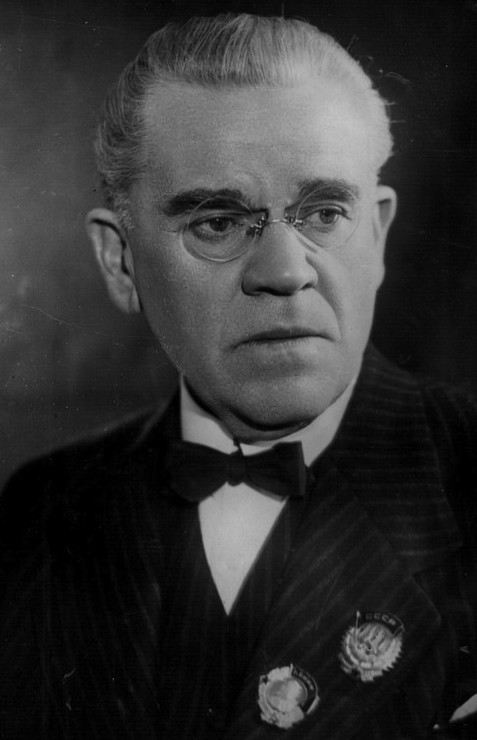
Iwan Moskwin (1922)

Iwan Michailowitsch Moskwin (russisch Иван Михайлович Москвин; * 6.jul. / 18. Juni 1874greg. in Moskau; † 16. Februar 1946 ebenda) war ein russischer bzw. sowjetischer Schauspieler und Regisseur für Theater und Film.

## Herkunft und Theaterlaufbahn
Iwan Moskwin wurde als ältestes Kind des mittellosen Uhrmachers Michail Alexejewitsch Moskwin und seiner Frau Daria Pawlowna in der Moskauer Iljinka-Straße geboren. Aufgrund der prekären Lebensumstände der Familie musste er schon früh im Familiengeschäft arbeiten. Zugleich entwickelte Iwan Michailowitsch bereits in jungen Jahren ein Interesse für das Theater und ab seinem 14. Lebensjahr gelang es ihm, an Amateuraufführungen teilzunehmen. Im Jahr 1890 schloss er die Schule ab, arbeitete danach als Dienstjunge für einen Händler und als Handlanger in einer Eisengießerei.
Im Herbst 1893 sprach Moskwin in der Schauspielschule des Maly-Theaters erfolglos mit einer Rezitation von Puschkins Ballade Песнь о вещем Олеге (Pesn o weschtschem Olege) vor. Zwei Wochen später erhielt er jedoch einen Platz in der Musik- und Schauspielschule der Moskauer Philharmonischen Gesellschaft, wo Wladimir Nemirowitsch-Dantschenko sein Lehrer war. Dieser ließ sich nur zögernd von Moskwins Talent überzeugen. Er absolvierte jedoch die komplette Ausbildung und spielte für die Abschlussprüfungen am 25. Februar 1896 in Erst kein Groschen und nun ein Taler von Alexander Ostrowski und als Dr. Rank in Nora oder ein Puppenheim. Am darauffolgenden Tag trat er in einer Inszenierung von Ippolit Wassiljewitsch Schpaschinskis В старые годы (W staryje gody) auf, wurde aber von Nemirowitsch-Dantschenko nur für zwei Auftritte eingeplant. Nach seinem Abschluss nahm er zunächst an einer von Glikerija Nikolajewna Fedotowa organisierten Tournee teil und trat danach von 1896 bis 1898 am Jaroslawski Theater auf. Hier verkörperte er insgesamt 77 verschiedene Rollen, zumeist humoristische, aber auch den Medwedenko in Die Möwe. In dieser Zeit lernte Moskwin auch seine erste Frau kennen. Danach trat der junge Mime kurzzeitig am Theater von Fjodor Adamowitsch Korsch in Moskau auf.

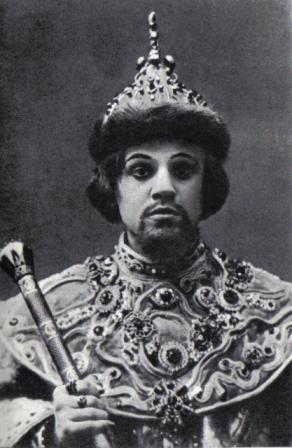
Moskwin als Fjodor Iwanowitsch (1898)

1898 schloss sich Moskwin letztlich auf Einladung seines ehemaligen Lehrers dem soeben gegründeten Moskauer Kunsttheater an. Dank der Initiative von Nemirowitsch-Dantschenko und entgegen den Bedenken Konstantin Stanislawskis wurde Moskwin aus einem Kreis von sechs Bewerbern ausgewählt, im Eröffnungsstück Zar Fedor Iwanowitsch die Titelrolle zu geben, die ihn schlagartig berühmt machte. Im weiteren Verlauf seiner Karriere gab er Rollen in zahlreichen bekannten Stücken vorwiegend russischsprachiger Autoren, wobei er in dem Ruf stand, die unterschiedlichsten Charaktereigenschaften künstlerisch ausdrücken zu können. Zu seinen Standardrollen gehörte neben dem Fjodor Iwanowitsch, den er über 600 Mal darstellte, für eine Tour nach Paris jedoch an Wassili Iwanowitsch Katschalow abtrat, die des Luka in Nachtasyl. Selbige spielte der Moskauer mehr als 800 Mal, obwohl seine ansatzweise positive Interpretation des Charakters nicht den Geschmack des Autors Maxim Gorki traf. Anton Tschechow war hingegen von Moskwins Darstellungen seiner Figuren angetan.
Als Teil des Kunsttheaters gab Moskwin 1906 auch international Gastspiele, die von der Kritik begeistert aufgenommen wurden. Aufgrund einer Tour in Berlin konnte er jedoch bei der Geburt seines zweiten Sohnes nicht anwesend sein. Sein Œuvre umfasste zu diesem Zeitpunkt 25 verschiedene Rollen, neben den Bühnenauftritten fungierte er auch vereinzelt als Regisseur.
In den Jahren 1915 und 1916 nahm Moskwin mit mehreren Kollegen an  Wohltätigkeitskonzerten und Aufführungen in Krankenhäusern teil und trat in Tiflis für Angehörige der Russischen Armee auf. 
Die Revolutionen des Jahres 1917 brachten für Moskwins künstlerisches Schaffen keine nennenswerten Veränderungen, jedoch wurden er und Stanislawski in der Nacht zum 30. August 1919 aufgrund des Verdachts, an einer Verschwörung der verbotenen Konstitutionell-Demokratischen Partei beteiligt zu sein, verhaftet. Eine Intervention bei Feliks Dzierżyński führte jedoch zur sofortigen Freilassung. Im Herbst des darauffolgenden Jahres war Moskwin Leiter einer vom Kunsttheater gestellten Gruppe, die im Kaukasus für Mitglieder der Roten Armee Konzerte gab.
In den Jahren 1922 bis 1924 unternahm das Theater mit Moskwin als Hauptdarsteller eine lange Tour durch Europa und die USA, wo seine Leistungen auch von dem bekannten Hamlet-Darsteller John Barrymore bewundert wurden. Er traf während dieser Tournee auf Sergei  Rachmaninow und ließ sich von Boris Grigorjew malen.
Zum Zeitpunkt des Kriegsausbruches befand sich Moskwin mit seinen Kollegen auf einer Tour in Minsk, einen Tag vor dem Angriff der Wehrmacht spielten sie im Bezirkstheater der Roten Armee The School for Scandal. Der Truppe gelang es, über Orscha zurück nach Moskau zu gelangen, Teile des Equipments gingen jedoch bei der Zerstörung Minsks verloren, u. a. die Kulissen für Die Tage der Turbins, das die Truppe noch kurz zuvor gegeben hatte.
Nach Nemirowitsch-Dantschenkos Tod im Mai 1943 wurde Moskwin schließlich zum Direktor des Kunsttheaters ernannt, der Theaterbetrieb fand kriegsbedingt zu diesem Zeitpunkt in Saratow und Swerdlowsk statt.
Moskwin war 1932–1942 mit der Schauspielerin Alla Tarassowa verheiratet.

## Filmrollen
Vor der Kamera war Moskwin erstmals 1918 in einer dreiminütigen, von Stanislawski getätigten Aufnahme zu sehen. Im darauffolgenden Jahr spielte er die Hauptrolle im erst 1922 veröffentlichten Drama Поликушка (Polikuschka) von Alexander Akimowitsch Sanin, das auf Lew Tolstoi Polikei basiert. Der Film, für den Moskwin als Gage lediglich sieben Kartoffeln pro Drehtag erhalten haben soll, entwickelte sich zum internationalen Erfolg.
Es folgte Коллежский регистратор (Kolleschski registrator, 1925), erneut mit Moskwin als Hauptdarsteller und zugleich als Co-Regisseur. Der Film basiert auf Puschkins Der Postmeister. Mit Juri Scheljabuschski, einem weiteren beteiligten Regisseur, drehte er 1928 das inzwischen verschollene Werk Человек родился (Tschelowek rodilsja). Im Jahr darauf trat Moskwin in zwei Folgen des Episodenfilms Чины и люди (Tschiny i ljudi) nach Anton Tschechow auf. 1938 gab er in Alexander Rous erstem Film Der Zauberfisch eine Nebenrolle, ein Jahr später folgte mit der Komödie Хирургия (Chirurgija) eine weitere Tschechow-Adaption. In dem Konzertfilm Концерт на экране (Konzert na ekrane, 1940) spielte er an der Seite von Nikolai Tscherkassow. Moskwin Schaffen wurde neben dem von Olga Knipper-Tschechowa und Wassili Iwanowitsch Katschalow 1946 in dem Dokumentarfilm Мастера сцены (Mastera szeny) beleuchtet.

## Weiteres Schaffen
Seit Februar 1908 trat er zusammen mit Nikita Fjodorowitsch Balijew und Wassili Katschalow im Kabarett Fledermaus (russisch Летучая мышь, Letutschaja mysch) auf. Darüber hinaus absolvierte Moskwin Konzert- und kleinere Bühnenauftritte. Dabei wurden auch Auszüge aus Stücken gegeben, die nicht mehr auf dem Spielplan des Theaters standen, u. a. Episoden aus Romanen Dostojewskis.
Am 15. November 1934 war Moskwin außerdem in der ersten Fernsehsendung der sowjetischen Geschichte, einer Inszenierung von Tschechows Der Übeltäter, zu sehen.

## Privates
Moskwin war in erster Ehe mit der Schauspielerin Ljubow Wassiljewna Gelzer (1878–1955) verheiratet und hatte mit ihr zwei Söhne, den nach Nemirowitsch-Dantschenko benannt späteren Schauspieler und Schauspiellehrer Wladimir Iwanowitsch Moskwin (1904–1958) sowie den Schauspieler Fjodor Iwanowitsch Moskwin (1906–1941). Letzterer diente im Deutsch-Sowjetischen Krieg als Flugzeugnavigator und starb beim Abschuss seiner Maschine nahe Moskau. Über seine erste Ehe war Iwan Moskwin zudem der Schwager der Ballerina Jekaterina Wassiljewna Gelzer (1876–1962) und der Schwiegersohn des Balletttänzers und -lehrers Wassili Fjodorowitsch Gelzer (1841–1909).
Seine zweite Frau war die Schauspielerin Alla Konstantinowna Tarasowa (1898–1973), die Ehe bestand von 1932 bis 1943. Sie war zugleich seine Bühnenpartnerin in Das letzte Opfer. Der Grund für die Trennung lag möglicherweise in Moskwins Alkoholkonsum, der sich infolge der Scheidung noch steigerte.
Moskwins Bruder, der promovierte Kunstwissenschaftler Michail Michailowitsch Tarchanow 1 (1877–1948), war ebenfalls Schauspieler und Träger des Titels Volkskünstler der UdSSR (3. Mai 1937), auch sein Sohn Iwan Michailowitsch Tarchanow (1926–2004) trat als Theater- und Filmdarsteller in Erscheinung.
Iwan Moskwin litt jahrelang unter Nierenproblemen und Herzrhythmusstörungen. Er trat nichtsdestotrotz bis zu seinem Tod auf, verzichtete aber zunehmend darauf, neue Rollen einzustudieren. In den Jahren von 1932 bis 1936 schränkte er sein Schaffen aus gesundheitlichen Gründen sowie aufgrund der von ihm ungeliebten Molière-Inszenierungen am Kunsttheater fast gänzlich ein. Moskwin starb Mitte Februar 1946 im Alter von 71 Jahren in Moskau, nachdem er wenige Tage zuvor ins Krankenhaus eingeliefert worden war. Er wurde auf dem Nowodewitschi-Friedhof, Abschnitt 2, beigesetzt. Kurz vor seinem Tod hatte er noch den Stalinpreis für seine Rolle als Flor Fedulytsch Pribytkow in Ostrowskis Das letzte Opfer erhalten.
Iwan Michailowitsch Moskwin ist nicht mit dem gleichnamigen sowjetischen Politiker (1890–1937) identisch.

## Ehrungen
Moskwin war Träger folgender Auszeichnungen:
- Titel Verdienter Künstler der Republik (27. Oktober 1923)
- Titel Volkskünstler der Republik (23. Februar 1926)
- Titel Volkskünstler der UdSSR (6. September 1936)
- Orden des Roten Banners der Arbeit (1. November 1936)
- zweimal den Leninorden (3. Mai 1937 und 1944)
- zweimal den Stalinpreis I. Klasse (1943 und 1946)
- Medaille „Für heldenmütige Arbeit im Großen Vaterländischen Krieg 1941–1945“

Die Petrowski-Straße, in der sich das Tschechow-Kunsttheater Moskau befindet, trug von 1946 bis 1994 Moskwins Namen.
Stanislawski bezeichnete ihn als „Ernährer des Moskauer Akademischen Kunsttheaters“ (russisch кормилец МХАТа, kormilez MChATa), in dessen Foyer heute auch ein Porträt von ihm hängt.
Moskwin war seit 1937 Abgeordneter im Obersten Sowjet der UdSSR. In dieser Funktion ergriff er Partei für Nikolai Erdman, Gustaw Gustawowitsch Schpet und Wsewolod Meyerhold, die unter dem Verdacht volksfeindlicher Aktivitäten standen.

## Theaterarbeit (Auswahl)

### Darsteller
- 1898: Zar Fedor Iwanowitsch
- 1898: Der Kaufmann von Venedig (Wenezianksi kupez)
- 1898: Самоуправцы (Samouprawzy) nach Alexei Pissemski
- 1899: Der Tod Iwans des Schrecklichen (Smert Ioanna Grosnogo)
- 1901: Michael Kramer
- 1902: Nachtasyl (Na dne)
- 1902: Stützen der Gesellschaft (Stolpy obschtscheswa) von Henrik Ibsen
- 1903: Der Kirschgarten (Wischnjowy sad)
- 1905: Gespenster (Priwidenija)
- 1906: Verstand schafft Leiden (Gore ot uma)
- 1906: Der Revisor (Rewisor)
- 1910: Die Brüder Karamasow (Bratja Karamasowy)
- 1910: Eine Dummheit macht auch der Gescheiteste (Na wsjakogo mudreza dowolno prostoty)
- 1911: Der lebende Leichnam (Schiwoi trup) von Lew Tolstoi
- 1914: Pasuchins Tod (Smert Pasuchina)
- 1917: Das Gut Stepantschikowo und seine Bewohner (Selo Stepantschikowo i jewo obitateli)
- 1925: Пугачёвщина (Pugatschjowschtschina) von Konstantin Andrejewitsch Trenjow
- 1926: Ein heißes Herz (Gorjatscheje serdze) von Alexander Ostrowski
- 1928: Унтиловск (Untilowsk) von Leonid Leonow
- 1932: Die toten Seelen (Mjortwye duschi)
- 1936: Любовь Яровая (Ljubow Jarowar) von Konstantin Andrejewitsch Trenjow
- 1942: Фронт (Front) von Oleksandr Kornijtschuk
- 1945: Офицер флота (Ofizer flota) von Alexander Alexandrowitsch Kron

### Regie
- 1908: Der blaue Vogel (Sinjaja ptiza) nach Maurice Maeterlinck
- 1908: Der Revisor (Rewisor)
- 1914: Pasuchins Tod (Smert Pasuchina)
- 1930: Die drei Dickwänste (Tri tolstjaka) nach Juri Oleschas Roman

## Filmografie
- 1919: Поликушка (Polikuschka)
- 1925: Der Postmeister (Коллежский регистратор/Kolleschski registrator) – auch Co-Regie
- 1928: Человек родился (Tschelowek rodilsja)
- 1929: Чины и люди - Смерть чиновника (Tschiny i ljudi – Smert tschinownika) (Episodenfilm)
- 1929: Чины и люди - Хамелеон (Tschiny i ljudi – Chameleon) (Episodenfilm)
- 1938: Der Zauberfisch (Po schtschutschemu weleniju)
- 1939: Хирургия (Chirurgija) (Kurzfilm)
- 1940: Концерт на экране (Konzert na ekrane) (Konzertfilm)
- 1946: Мастера сцены (Mastera szeny) (Dokumentarfilm)